# هيرمان ستوكس
هيرمان ستوكس (بالإنجليزية: Herman Stokes)‏ هو منافس ألعاب قوى أمريكي، ولد في 16 أكتوبر 1932 في هيوستن في الولايات المتحدة، وتوفي في 25 يناير 1998.

## وصلات خارجية
- هيرمان ستوكس على موقع الاتحاد الدولي لألعاب القوى (الإنجليزية)
- هيرمان ستوكس على موقع أوليمبيديا (الإنجليزية)